# Wollong-myeon
Wollong-myeon (koreanska: 월롱면) är en socken i kommunen Paju i provinsen Gyeonggi i den nordvästra delen av Sydkorea, 30 km norr om huvudstaden Seoul.